# 한국임업진흥원
한국임업진흥원(韓國林業振興院, Korea Forestry Promotion Institute, KOFPI)은 산림·임업·목재이용분야의 연구개발성과의 실용화 및 산업화를 촉진하고, 기술지원, 품질관리 및 정보서비스를 통하여 대한민국 임업 및 임산업을 진흥·발전시키기 위하여 설립된 대한민국 산림청 산하 위탁집행형 준정부기관이다. 한국임업진흥원은 서울특별시 강서구 공항대로 475에 위치하고 있다.

## 설립 근거
- 임업 및 산촌 진흥촉진에 관한 법률[3]

## 연혁
- 2012년 1월 26일 한국임업진흥원 개원[4]

## 조직

### 한국임업진흥원장 (이사장)
- 이사회
- 감사실

#### 산업지원이사
- 기획혁신본부
  - 기획예산실
  - 인사혁신실
  - 운영지원실
  - 안전관리실
- 임업소득본부
  - 임업교육사업실
  - 임업소득지원실
  - 임산물품질관리실
  - 산양삼종자관리실(산양삼종자관리소)
- 산업지원본부
  - 목재산업실
  - 해외사업실
  - 목제품질관리실
  - 석재산업실
- 산림정책일자리본부
  - R&D관리실용화센터
  - 산촌사업지원실
  - 산림일자리발전소

#### 자원관리이사
- 산림경영정보본부
  - 산림정보실
  - 지능정보실
  - 임업경제통계실
  - 산림탄소경영실
- 산림병해충모니터링본부
  - 병해충관리실
  - 재선충병관리실
  - 방제지원실
  - 예찰분석실